# Luis Pidal y Mon
Luis Pidal i Mon (Madrid, 7 de febrer de 1842 - 19 de desembre de 1913) fou un polític espanyol, segon marquès de Pidal, ministre de Foment durant la restauració borbònica.

## Biografia
Era fill de l'asturià Pedro José Pidal y Carniado, acadèmic de la Llengua, i Manuela Mon y Menéndez, emparentada amb importants polítics. Va estudiar dret a la Universitat Central de Madrid. Com el seu germà Alejandro Pidal y Mon, era ultraconservador i monàrquic. Va combatre aferrissadament la revolució de 1868 i va acompanyar al nou rei Alfons XII en el seu viatge des d'Anglaterra per tal de prendre possessió de la nova corona. En 1877 va substituir en el seu escó d'Oviedo el seu oncle Alejandro Mon y Menéndez, elegit diputat a les eleccions generals espanyoles de 1876, i mantindria l'escó a les posteriors eleccions de 1879, 1881, 1884 i 1886.
El 1878 va ingressar a la Reial Acadèmia de Ciències Morals i Polítiques (medalla 32) en substitució d'Antonio de los Ríos Rosas.
En 1884 fou nomenat Acadèmic de la Reial Acadèmia Espanyola, encara que no va prendre possessió fins a 1895 amb el discurs El drama histórico.
Fou nomenat ministre de Foment durant el primer mandat de Francisco Silvela el març de 1899 i President del Consell d'Estat d'Espanya i ambaixador d'Espanya davant la Santa Seu. Fou autor de la reforma d'ensenyament secundari que fou durament criticada pels liberals. L'abril de 1901 fou substituït per Rafael Gasset Chinchilla.

## Relacions familiars
Fill de Pedro José Pidal y Carniado i germà d'Alejandro Pidal y Mon, fou oncle de Pedro Pidal y Bernaldo de Quirós i pare de María Maravillas de Jesús. Estava casat amb Cristina Chico de Guzmán.